# 人民自由党
人民自由党（じんみんじゆうとう、ロシア語: Партия народной свободы、英語: People's Freedom Party）は、ロシア連邦の政党。通称はパルナス (PARNAS, ПАРНАС) である。国民自由党とも。

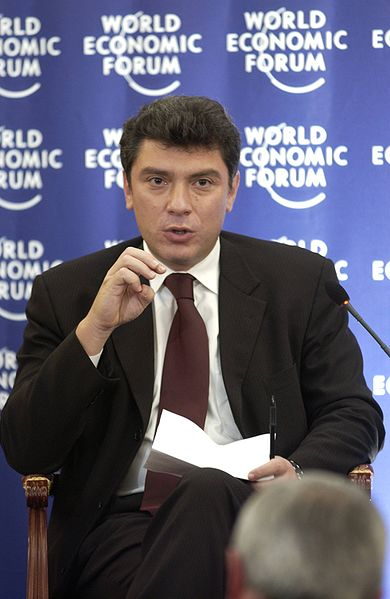
中心人物だったボリス・ネムツォフ

## 概要
ソビエト連邦の崩壊前の1990年11月に改革・民主主義政党として結成。後に、ロシア共和党と名乗りロシアで最も古い政党である。2012年にロシア共和党とロシア人民自由党などが合併し、ロシア共和党・人民自由党という名称となった。
2012年の合併以降プーチン政権で首相を務めたミハイル・カシヤノフとエリツィン政権で第一副首相を務めたボリス・ネムツォフが共同議長であったが、2015年2月27日に起こったネムツォフ氏の暗殺を受けてミハイル・カシヤノフとウラジーミル・ルイシコフが共同議長を務めている。

## 政策
親欧米路線の自由主義・新自由主義の中道右派政党とされる。他の右派活動やヤブロコ、市民プラットフォーム等の親欧米派の右派・リベラル政党と共闘しており、もう一つのロシアで反プーチン連合を形成している。プーチン政権で財務相を務めたアレクセイ・クドリンや政治活動家のアレクセイ・ナワルニーなどとも協力関係を築いている。国際組織として欧州自由民主改革党に参加している。